# Seeland (distrito administrativo)
Seeland é um distrito administrativo da Suíça, localizado no cantão de Berna. Tem 334,14 km² de área e sua população em 2019 foi estimada em 75.335 habitantes. Sua sede é a comuna de Aarberg.

## Comunas
Seeland está composto por um total de 42 comunas:
| Brasão              | Comuna              | População (31 de dezembro de 2015) | Área em km² |
| ------------------- | ------------------- | ---------------------------------- | ----------- |
| Aarberg             | Aarberg             | 4 529                              | 7.92        |
| Arch                | Arch                | 1 540                              | 6.37        |
| Bargen              | Bargen              | 995                                | 7.88        |
| Brüttelen           | Brüttelen           | 568                                | 6.62        |
| Büetigen            | Büetigen            | 833                                | 3.62        |
| Bühl                | Bühl                | 423                                | 2.95        |
| Büren an der Aare   | Büren an der Aare   | 3 537                              | 12.64       |
| Diessbach bei Büren | Diessbach bei Büren | 996                                | 6.27        |
|                     | Dotzigen            | 1 455                              | 4.22        |
| Epsach              | Epsach              | 328                                | 3.44        |
| Erlach              | Erlach              | 1 410                              | 3.50        |
| Finsterhennen       | Finsterhennen       | 533                                | 3.56        |
| Gals                | Gals                | 780                                | 7.84        |
| Gampelen            | Gampelen            | 864                                | 10.75       |
| Grossaffoltern      | Grossaffoltern      | 2 999                              | 15.01       |
| Hagneck             | Hagneck             | 410                                | 1.84        |
| Hermrigen           | Hermrigen           | 303                                | 3.43        |
| Ins                 | Ins                 | 3 444                              | 23.91       |
| Jens                | Jens                | 674                                | 4.56        |
| Kallnach            | Kallnach            | 1 905                              | 15.18       |
| Kappelen            | Kappelen            | 1 350                              | 10.97       |
| Leuzigen            | Leuzigen            | 1 251                              | 10.27       |
| Lüscherz            | Lüscherz            | 528                                | 5.44        |
| Lyss                | Lyss                | 14 341                             | 1483        |
| Meienried           | Meienried           | 52                                 | 0.65        |
| Merzligen           | Merzligen           | 401                                | 2.27        |
| Müntschemier        | Müntschemier        | 1 333                              | 4.88        |
| Oberwil bei Büren   | Oberwil bei Büren   | 830                                | 6.72        |
| Radelfingen         | Radelfingen         | 1 256                              | 14.72       |
| Rapperswil          | Rapperswil          | 2 586                              | 18.19       |
| Rüti bei Büren      | Rüti bei Büren      | 840                                | 6.50        |
| Schüpfen            | Schüpfen            | 3 719                              | 19.83       |
| Seedorf             | Seedorf             | 3 002                              | 20.92       |
| Siselen             | Siselen             | 579                                | 5.50        |
| Studen              | Studen              | 3 107                              | 2.73        |
| Täuffelen           | Täuffelen           | 2 753                              | 4.40        |
| Treiten             | Treiten             | 433                                | 4.75        |
| Tschugg             | Tschugg             | 447                                | 3.30        |
| Vinelz              | Vinelz              | 860                                | 4.57        |
| Walperswil          | Walperswil          | 999                                | 6.94        |
| Wengi               | Wengi               | 609                                | 7.06        |
| Worben              | Worben              | 2 274                              | 2.81        |
|                     | Total (42)          | 72 076                             | 334.14      |